# Eulasia naviauxi
Eulasia naviauxi är en skalbaggsart som beskrevs av Baraud 1971. Eulasia naviauxi ingår i släktet Eulasia och familjen Glaphyridae. Inga underarter finns listade i Catalogue of Life.